# Graecopithecus freybergi
Graecopithecus freybergi, soprannominato El Graeco, (Madeline Böhme et al., 2017) è una specie estinta di ominide vissuta in Europa intorno a 7.24,  identifica sulla base di un fossile di mandibola, scoperta nel 1944 a Pyrgos in Grecia, e un dente scoperto a Azmaka in Bulgaria nel 2012 .

## Tassonomia
La prima definizione della specie è del 1972 da parte di Gustav H. R. von Koenigswald, e successive conferme sono del 1997 ad opera di David W. Cameron, e del 2017 ad opera di un gruppo di ricercatori coordinati da Madeline Böhme.

## Datazione
La Mandibola di Graecopithecus freybergi è stata datato a 7.175 milioni di anni fa, sulla base dell'analisi dei sedimenti del bacino di Atene (Athene basin), mentre il dente ritrovato ad Azmaka in Bulgaria, è stato datato a 7.24 milioni di anni fa, analizzando i sedimenti del bacino Mesogea (Mesogea Basin).